# Minicraft
Minicraft — компьютерная игра в жанрах экшен и симулятора выживания, разработанная автором Minecraft Маркусом Перссоном. Была создана для 48-часового соревнования по созданию игр Ludum Dare и опубликована 19 декабря 2011 года в форме java-апплета. 24 декабря вышла неофициальная версия для Android, а в январе 2012 года — для iOS.
Игра была хорошо встречена игровой прессой. Журналисты высоко оценили мастерство Перссона как программиста, а игровой процесс Minicraft сравнивали с ранними играми серии The Legend of Zelda.

## Игровой процесс

Игровой процесс Minicraft. Главный герой добывает дерево

Minicraft — однопользовательская двухмерная игра с видом сверху на игровой мир. Как и в более известной игре Перссона Minecraft, главный герой Minicraft путешествует по миру, добывает ресурсы, сражается с врагами и занимается строительством. В официальном описании игры указывается, что «цель игры — убить единственное другое разумное существо в мире, убедившись, что ты навсегда останешься один». Разработчик ставит протагонисту цель убить «воздушного волшебника». Действие игры разворачивается на нескольких островах. Комбинируя найденные в игровом мире ресурсы, игрок может создавать инструменты и оружие, позволяющие облегчить выполнение поставленной задачи. В разных биомах встречаются различные противники, с которыми необходимо бороться. Управлять персонажем можно с помощью мыши и клавиатуры. Часто игровой процесс Minicraft сравнивают с Terraria и ранними играми серии The Legend of Zelda.
В неофициальных версиях для Android и iOS есть некоторые отличия в игровом процессе по сравнению с оригинальной игрой. Обе версии были адаптированы для сенсорных экранов мобильных устройств путём размещения кнопок управления непосредственно на экране. На Android появились возможности сохранения прогресса и получения особых предметов с помощью чит-кода.

## Разработка
Minicraft была разработана автором Minecraft Маркусом Перссоном на языке программирования Java за двое суток в рамках хакатона Ludum Dare, условия которого состояли в том, чтобы разработчик создал игру за определённое время на основе темы, выбранной путём голосования до начала конкурса. Темой 22-го Ludum Dare, на котором Маркус Перссон создал Minicraft, была «в одиночестве» (англ. alone). В течение двух дней Перссон транслировал в прямом эфире процесс создания игры и делал записи в блоге на веб-сайте Ludum Dare о важных достижениях. Minicraft соревновалась с другими 890 играми, каждая из которых оценивалась в девяти категориях, таких как «инновации, веселье, графика, звук, юмор и настроение». Лучшая игра определялась голосованием сообщества Ludum Dare, которое закончилось 9 января 2012 года. Победу одержала игра Frostbite от пользователя saint11.
Minicraft была выпущена без указания какой-либо лицензии и не является открытым программным обеспечением. Тем не менее, исходный код был опубликован по условиям конкурса. Сам Перссон сказал, что он не против пользовательских модификаций, если они создаются не с целью получения коммерческой выгоды. Также он предостерёг желающих экспериментировать с его кодом, заявив, что выкладывать модификации и их код под свободной лицензией будет нарушением закона.
После выхода игры разработчиком Folstad Consulting был создан её неофициальный порт на Android и опубликован в Android Market (сейчас — Google Play). В то же время Minicraft была портирована для iOS Филом Харви. Прокомментировав выход версии для Android, Перссон заявил, что формально она незаконна, но так как за эту версию не надо платить денег, против неё создатель не возражает.

## Восприятие
Minicraft получила в основном положительные отзывы критиков. Критик VentureBeat Дэн Кроули прокомментировал систему сбора ресурсов: «Простой, но увлекательный подход к ней помогает придать игре причудливое очарование, находящееся недалеко от её старшего брата». Мэтт Брэдфорд из GamesRadar заявил, что «проект настолько прост, насколько можно ожидать от марафонского соревнования по программированию, но сам факт того, что это действительно полноценная игра, является доказательством мастерства Перссона». Алек Меер с Rock, Paper, Shotgun похвалил Minicraft за увлекательный игровой процесс и также отметил, что для игры, созданной за 48 часов, её полнота впечатляет. Райан Браун из Daily Mirror в своей обзорной статье по играм Перссона написал, что Minicraft является свидетельством умений Маркуса как разработчика игр. 
Обозреватель Boing Boing Роб Бескицца же раскритиковал игру, сказав, что «Minicraft пускает в ход те же чары, что и оригинал», но страдает поверхностностью и однообразием.